# Enrique Angelelli
Enrique Ángel Angelelli Carletti (Córdoba, 18 de julio de 1923 - La Rioja, 4 de agosto de 1976) fue un obispo católico argentino, asesinado por la última dictadura cívico-militar argentina y declarado por esas mismas circunstancias mártir y beato por el papa Francisco.
Fue padre conciliar en el Concilio Vaticano II, durante el cual apoyó públicamente las posiciones renovadoras. Fue designado obispo de la diócesis de La Rioja (Dioecesis Rioiensis) el 3 de julio de 1968. La diócesis incrementó significativamente el número de sus sacerdotes y de parroquias durante su ministerio episcopal. Caracterizado por su fuerte compromiso social, Angelelli formó parte del grupo de obispos que se enfrentó a la dictadura militar iniciada en la Argentina en 1976, autodenominada Proceso de Reorganización Nacional. De su muerte, acaecida en ese mismo año y presentada por las autoridades militares como accidente automovilístico, se sospechó que se trataba de un asesinato encubierto hasta que los hechos fueron judicialmente investigados y el 4 de julio de 2014, transcurridos casi 38 años, la justicia determinó que se había tratado de un homicidio condenando a cadena perpetua por el hecho a Luciano Benjamín Menéndez y Luis Fernando Estrella.
La Iglesia católica anunció su reconocimiento oficial de que la muerte de Enrique Angelelli, como también la de los sacerdotes Carlos de Dios Murias y Gabriel Longueville, y la del laico católico Wenceslao Pedernera, tuvo el carácter de «martirio en odio de la fe», lo que ameritaba su beatificación. El 27 de abril de 2019 él y los demás mártires fueron beatificados por el Papa Francisco.

## Biografía

### Primeros años
Enrique Angelelli, nacido en la ciudad de Córdoba, fue el primer hijo de Juan Angelelli y Celina Carletti, italianos inmigrantes. Entró al Seminario de Nuestra Señora de Loreto a los 15 años de edad. En 1947 fue enviado a terminar sus estudios en el Pontificio Colegio Pío Latino Americano de Roma. Fue ordenado presbítero allí, el 9 de octubre de 1949, a los 26 años, y continuó sus estudios de licenciatura en Derecho Canónico en la Pontificia Universidad Gregoriana.

### En Córdoba
De regreso a Córdoba, en 1951, fue nombrado vicario cooperador de la parroquia San José de barrio Alto Alberdi y capellán del Hospital Clínicas. Visitó las villas miseria de Córdoba y asumió como asesor de la Juventud Obrera Católica (JOC), con sede en la capilla Cristo Obrero.
Fue profesor de Derecho Canónico y Doctrina Social de la Iglesia en el Seminario Mayor y profesor de Teología en el Instituto Lumen Christi.
Por bula pontificia, Juan XXIII lo nombró obispo titular de Listra y obispo auxiliar de la Arquidiócesis de Córdoba el 12 de diciembre de 1960. El 26 de diciembre de ese año fue nombrado vicario general. El 16 de febrero de 1961 asumió como arcediano del venerable cabildo eclesiástico de la iglesia catedral, y fue consagrado el 12 de marzo de 1961. Fue rector del Seminario Mayor y como obispo auxiliar se involucró en los conflictos laborales gremiales (Fiat, IME, Municipales), y trabajó con otros sacerdotes para reconquistar un lugar para la Iglesia, causando que fuese resistido por el conservadurismo eclesial. En 1963 convocó a campañas de solidaridad para mitigar el hambre y el abandono de los desposeídos.
Fue padre conciliar: participó de la primera sesión del Concilio Vaticano II (octubre de 1962), de la tercera (1964) y de la cuarta (1965). En 1964, en el marco de los cambios conciliares, se produjeron tensiones en la Iglesia cordobesa a raíz de la publicación de reportajes periodísticos a los sacerdotes Vaudagna, Gaido, Dellaferrera y Viscovich. Angelelli apoyó públicamente las posiciones modernistas, lo que originó su exclusión del gobierno eclesiástico, pasando a desempeñarse como capellán de las religiosas Adoratrices españolas en Villa Eucarística. En 1965, el titular de la arquidiócesis Raúl Primatesta lo restituyó como obispo auxiliar. Angelelli fue uno de los cuarenta obispos firmantes del Pacto de las catacumbas de Domitila, por el que se comprometieron a caminar con los pobres asumiendo un estilo de vida sencillo y renunciando a todo símbolo de poder.
En mayo de 1966, se formó una comisión provisoria invitada a elaborar el primer Plan nacional de Pastoral. Como resultado, el 19 de julio de 1967 se configuró la Comisión Episcopal de Pastoral bajo la sigla COEPAL que presidió Manuel Marengo, obispo de Azul, y en la que Enrique Angelelli ofició de vicepresidente. La comisión se integró además por Vicente Faustino Zazpe (obispo de Rafaela), José Medina (obispo de Jujuy) y Juan Iriarte (obispo de Reconquista). En la organización interna, Angelelli ocupó la presidencia de la subcomisión de santuarios (1969-1970), y también figuró como responsable de pastoral popular. Durante el período como vicepresidente hasta abril de 1970, Angelelli tuvo una presencia activa en las diversas reuniones deliberativas y ejecutivas.

### En La Rioja
El 24 de agosto de 1968, Angelelli asumió como obispo de la Diócesis de La Rioja, en el noroeste de Argentina, designado por Pablo VI. Lo que aparecía como el camino al ostracismo, se transformó en el escenario episcopal que movilizó a los amplios sectores riojanos sumidos en la postergación, promoviendo la formación de cooperativas de campesinos y alentando la organización sindical de los peones rurales, los mineros y las empleadas domésticas.
En La Rioja, Angelelli colaboró en crear sindicatos de mineros, trabajadores rurales y de domésticas, así como cooperativas de trabajo, de telares, fábricas de ladrillos, panaderos y para trabajar la tierra. Una de estas cooperativas solicitó la expropiación de un latifundio que había crecido a través de la apropiación de pequeñas parcelas porque sus propietarios no podían pagar sus deudas. El Gobernador Carlos Menem prometió que iba a transferir dichas tierras a la cooperativa.
El 13 de junio de 1973, Angelelli fue a Anillaco, la ciudad natal de Menem para presidir las fiestas patronales de esta ciudad. Fue recibido por una turba liderada por comerciantes y terratenientes, entre ellos Amado Menem, hermano del gobernador, y sus hijos César y Manuel, quienes junto a otros propietarios se habían vuelto contra el obispo. La turba entró por la fuerza en la iglesia, y cuando Angelelli suspendió la celebración y salió de allí, ellos le lanzaron piedras.
El gobernador Menem retiró su apoyo a la cooperativa so pretexto de "agitación social".  Angelelli denunció a grupos conservadores, canceló las celebraciones religiosas de la diócesis, y declaró un interdicto temporal sobre Menem y sus partidarios.
El superior general de los jesuitas, Pedro Arrupe, y Vicente Faustino Zazpe, de la Arquidiócesis de Santa Fe, enviado por la Santa Sede en calidad de auditor, visitaron La Rioja y apoyaron a Angelelli, quien previamente había ofrecido su renuncia al Consejo Presbiterial y pedido a Pablo VI que lo ratificara o que le retirara su confianza. Casi todos los sacerdotes de la diócesis se reunieron con Zazpe para apoyar Angelelli y le dijeron que "los poderosos manipulaban la fe para preservar una situación de injusticia y opresión del pueblo" y para tomar ventaja de la "mano de obra barata, mal pagada".
Por otra parte, el presidente de la Conferencia Episcopal Argentina, Adolfo Tortolo, dijo que la Conferencia no debía mediar, y el Nuncio Lino Zanini apoyó abiertamente a los sancionados, a quienes les dio crucifijos como obsequios.
Zazpe concluyó su inspección con una misa conjunta con Angelelli y expresó su pleno apoyo en referencia a su trabajo pastoral y a la doctrina.

### Golpe militar y dictadura
La corta presidencia de Isabel Martínez de Perón (1974-1976) estuvo marcada por el inicio del terrorismo de Estado en Argentina en las décadas de 1970 y 1980, que pronto derivó en ataques con bombas, secuestros, torturas, asesinatos, y persecuciones. [cita requerida]
El 12 de febrero de 1976, el vicario de la diócesis de La Rioja y dos miembros de un movimiento de activistas sociales fueron detenidos por los militares. El 24 de marzo tuvo lugar el golpe de Estado que derrocó a Isabel Perón y a todos los gobernadores del país, incluyendo Carlos Menem de La Rioja. Angelleli peticionó al coronel del ejército Osvaldo Pérez Battaglia, nuevo interventor de La Rioja, para obtener información sobre el vicario y el paradero de los activistas. Al no obtener respuesta, viajó a Córdoba para hablar con Luciano Benjamín Menéndez, por entonces comandante del III Cuerpo de Ejército. Menéndez advirtió amenazante a Angelelli: "Es usted quien tiene que tener cuidado."

## Muerte de Angelelli
Existen indicios de que Angelelli sabía que estaba en la mira de los militares. Personas cercanas a él lo habían escuchado decir días antes de su muerte: "Es mi turno". El 4 de agosto de 1976, conducía una camioneta junto con el padre Arturo Pinto, de regreso de una misa celebrada en la ciudad de Chamical en homenaje a dos sacerdotes asesinados, Carlos de Dios Murias y Gabriel Longueville, con tres carpetas con notas sobre los dos casos.
Según el Padre Pinto, un automóvil comenzó a seguirlos, y luego otro. Y en el paraje denominado Punta de los Llanos habrían encerrado a la camioneta hasta hacerla volcar. Después de permanecer inconsciente durante un tiempo, Pinto vio a Angelelli muerto en la carretera, con la parte de atrás de su cuello mostrando lesiones graves, "como si lo hubieran golpeado".
La zona fue rápidamente rodeada por la policía y personal militar. Se envió una ambulancia y el cuerpo de Angelelli fue trasladado a la ciudad de La Rioja. La autopsia reveló varias costillas rotas y una fractura en forma de estrella en el hueso occipital, en consonancia con un golpe dado con un objeto contundente. Los frenos de la camioneta y el volante estaban intactos, y no había marcas de proyectiles.
El informe policial indicó que Pinto era quien había conducido el vehículo, que tuvo una pérdida momentánea del control, y al intentar volver a la carretera reventó un neumático. Según esta versión, Angelelli habría perdido la vida como consecuencia de los sucesivos vuelcos del camión. El juez Rodolfo Vigo aceptó el informe. Pocos días después de la muerte de Angelelli, la fiscal Martha Guzmán Loza recomendó cerrar el caso, al que calificó de "accidente de tránsito".
El 19 de junio de 1986, ya bajo el régimen democrático, el juez de La Rioja Aldo Morales sentenció que había sido "un homicidio fríamente premeditado y esperado por la víctima". Cuando algunos militares resultaron involucrados en la acusación, las fuerzas armadas trataron de bloquear la investigación, pero el juez rechazó sus reclamos. El caso pasó a la Corte Suprema de Justicia de la Nación Argentina, que a su vez lo derivó a la Cámara Federal de Córdoba. El tribunal de Córdoba dijo que era posible que las órdenes provinieran del Comandante del Tercer Cuerpo de ejército, Luciano Benjamín Menéndez.
En abril de 1990, la Ley de Punto Final puso fin a la investigación en contra de los tres militares acusados de la muerte (José Carlos González, Luis Manzanelli y Ricardo Román Oscar Otero). Sin embargo esta ley fue derogada en 2005 junto con la Ley de Obediencia Debida, y en agosto de ese año el caso fue abierto nuevamente. La Corte Suprema dividió el caso en dos partes: la acusación contra los militares fue enviada a los tribunales de Córdoba, y la posible participación de civiles en el asesinato fue remitida a La Rioja. El excomandante Menéndez fue llamado por el tribunal de La Rioja el 16 de mayo de 2006, pero decidió no declarar nada.

### La causa judicial
En abril de 2009 se realizó una necropsia. El informe médico legal ratificó que las múltiples fracturas en el cráneo fueron la causa de la muerte. Asimismo, se divulgó cierta información que pretendía negar el homicidio. Al descartarse la presencia de proyectiles de armas de fuego, aspecto que nunca estuvo mencionado como evidencia en la causa, se quiso abonar la tesis de un simple y casual accidente vial, descartando la existencia de intencionalidad, es decir, de un atentado.
En 2010, el Centro Tiempo Latinoamericano de Córdoba, la sobrina de mons. Angelelli, María Elena Coseano, el propio Obispado de La Rioja, las secretarías de Derechos Humanos de la Provincia y de la Nación, y Arturo Pinto como víctima sobreviviente, se constituyeron en querellantes en el Juzgado Federal de la La Rioja. En la presentación, se resumió una vez más el relato varias veces repetido por el P. Arturo Pinto, único testigo directo en la causa judicial, quien mencionó que la camioneta que manejaba el obispo fue encerrada bruscamente por un Peugeot 404, en una maniobra que le provocó el vuelco. Se reclamó la imputación de catorce militares y policías, encabezados por el dictador Jorge Rafael Videla y el entonces comandante del tercer Cuerpo de ejército, Luciano Benjamín Menéndez, como responsables mediatos del crimen.
El 4 de julio de 2014, Luis Fernando Estrella y Luciano Benjamín Menéndez fueron condenados a cadena perpetua por el crimen de Enrique Angelelli. Otros acusados tales como Jorge Rafael Videla, Juan Carlos Romero y Albano Harguindeguy, fallecieron antes del comienzo del juicio.
Pocas semanas antes de la sentencia, la investigación judicial había recibido un impulso imprevisto de la Santa Sede, cuando Francisco remitió dos documentos hasta entonces secretos que resultaron un aporte significativo a la causa. Se trataba de una carta firmada por el propio Angelelli enviada al entonces nuncio apostólico Pío Laghi en la que advertía estar amenazado, con lo cual la misiva comprometía al nuncio. La otra carta contenía el relato detallado del asesinato de Gabriel Longueville y Carlos de Dios Murias, dos sacerdotes muy próximos al obispo, el 18 de julio de 1976.

## Posiciones de la Iglesia católica
Tres días después de la muerte de Angelelli, un grupo de clérigos argentinos dirigió una petición a Raúl Primatesta, arzobispo de Córdoba y presidente de la Conferencia Episcopal Argentina, instándolo a hablar en defensa del clero. El cardenal aconsejó la «prudencia de las serpientes» y recordó que «hay un tiempo para hablar y un tiempo para callar». El cardenal Juan Carlos Aramburu señaló: «Para hablar de crimen hay que probarlo y yo no tengo ningún argumento en ese sentido». Sin embargo, algunos prelados como Jaime de Nevares, Jorge Novak y Miguel Hesayne denunciaron el asesinato. L'Osservatore Romano informó la muerte de Angelelli como «un extraño accidente». La Agencia Informativa Católica Argentina publicó un informe muy breve de la trayectoria de Angelelli, en tanto que el incidente no fue discutido posteriormente por publicaciones oficiales de la Iglesia católica.
El 4 de agosto de 2006, al cumplirse 30 años de su muerte, el entonces presidente de la Conferencia Episcopal Argentina Jorge Bergoglio, luego papa Francisco, celebró una misa en la catedral de La Rioja en memoria de Angelelli. En la homilía en la catedral señaló que monseñor Enrique Angelelli recibía pedradas por predicar el Evangelio y derramó su sangre por ello. Sin hacer mención explícita de la participación de la dictadura en la muerte de Angelelli, Bergoglio dijo que el obispo «removió piedras que cayeron sobre él por proclamar el Evangelio, y se empapó de su propia sangre». Bergoglio sentenció luego con una frase de Tertuliano: "[la] sangre de los mártires [es la] semilla de la Iglesia". Así, fue la primera palabra oficial de la Iglesia argentina sobre Angelelli, y la primera vez que se lo invocaba en calidad de mártir. Después de la misa, 2000 personas (incluyendo al gobernador de La Rioja Ángel Maza) rindieron homenaje a Angelelli en Punta de los Llanos, donde se produjo el crimen. Angelelli formó parte, junto con Carlos Horacio Ponce de León, Jorge Novak, Jaime de Nevares y Miguel Hesayne, del grupo de obispos que denunció más enérgicamente las violaciones a los derechos humanos durante el Proceso de Reorganización Nacional.
En 2014, ya durante el pontificado de Francisco, la investigación judicial recibió impulso de la Santa Sede con aportes significativos para el esclarecimiento del crimen y la sentencia definitiva.
En junio de 2018 la Iglesia Católica  anunció la beatificación de Enrique Angelelli, como también la de los sacerdotes Carlos de Dios Murias y Gabriel Longueville, y la del laico católico Wenceslao Pedernera. Durante los meses siguientes el arzobispo Héctor Aguer, mostró reparos y el obispo castrense Antonio Baseotto, además de un grupo de abogados y exjueces católicos argentinos. La ceremonia de beatificación de Enrique Angelelli y sus tres compañeros se realizó el 27 de abril de 2019 en la provincia de La Rioja.

## Homenajes a Angelelli
El 2 de agosto de 2006, dos días antes del 30.º aniversario de su asesinato, el presidente de Argentina Néstor Kirchner firmó un decreto declarando el 4 de agosto día nacional de duelo, dando un discurso en la Casa Rosada "conmemorando a los religiosos que fueron víctimas del terrorismo de Estado".

## Documentales y libros
En 1986 fue emitido por la Televisión alemana (Südwestfunk Baden-Baden) el mediometraje documental Angelelli, con un oído en el pueblo y otro en el Evangelio, con guion y dirección de Mario Bomheker. Fue el primer documental que se realizó acerca del asesinato del obispo Angelelli.
En 2007 fue presentado el documental Angelelli, la palabra viva, dirigido por Fernando Spiner y Víctor Laplace, con guion de Juan Pablo Young, sobre la vida del padre obispo Enrique Angelelli. Basado en el libro “Angelelli. La vida por los pobres” de Roberto Rojo. El documental de 67 minutos fue emitido por el canal cultural «Encuentro».
En el año 2022 se publicó el libro Devuélvanme la muerte de Adriana Correa, bajo el seudónimo Ambrosina Cismondi. Si bien existe mucha bibliografía sobre la vida de Angelelli, este es primer libro de ficción que cuenta, en relatos breves, su historia. Expresa de manera amena las atrocidades sufridas por Angelelli.

## Suposiciones alternativas
El escritor Nicolás Márquez Noriega sostiene que existen teorías sin identificar sus autores, y afirma que «algunas personas» sostienen que el obispo Angelelli fue asesinado por orden de la última dictadura cívico-militar argentina, atribuyéndole al obispo haber sido secretamente integrante y capellán del grupo  Montoneros. Datos desmentidos por las investigaciones judiciales